# La Nuit du bombardier
La Nuit du bombardier este un roman științifico-fantastic scris de Serge Brussolo în 1989.

## Povestea
David, un băiat de doar 14 ani, suprasaturat de tranchilizante, încearcă să uite ziua când a fost martor la violarea mamei sale într-o parcare pustie. Victimă a deciziilor bunicii sale dictatoriale care dorește să-l vadă departe de marile orașe, David ajunge într-un colegiu la marginea unei câmpii aride.